# Not Fade Away (film)
Not Fade Away è un film del 2012 scritto e diretto da David Chase.
La pellicola segna il debutto come regista cinematografico di David Chase, noto per aver creato la serie tv I Soprano.

## Trama
New Jersey, anni sessanta. Douglas è un goffo adolescente che emerge come cantante nel suo gruppo rock The Twylight Zones. Questa band cerca il successo dopo aver visto in televisione uno show dei Rolling Stones. Il padre di Douglas però non condivide la passione per la musica rock del figlio, così nasceranno scontri e situazioni conflittuali tra i due.

## Produzione

### Titolo
Il progetto fu inizialmente noto col nome di Twylight Zones.

### Riprese
Le riprese del film partono nel mese di febbraio 2011.

## Distribuzione
Il primo trailer del film viene pubblicato il 7 ottobre 2012.
La pellicola viene presentata al New York Film Festival il 6 ottobre 2012 ed all'Austin Film Festival.
Il film viene distribuito nelle sale cinematografiche statunitensi, in numero limitato di copie, a partire dal 21 dicembre 2012.

### Divieto
La pellicola viene vietata ai minori di 18 anni per la presenza di linguaggio scurrile, sessualità ed uso di droghe.